# James McMurtry
James McMurtry, född 18 mars 1962 i Fort Worth, Texas, är en amerikansk musiker. Han är son till författaren Larry McMurtry och debuterade med skivan Too Long the Wasteland (1989).

## Skivor
- The Horses and the Hounds (2021)
- Just Us Kids (2008)
- Childish Things (2005)
- Live in Aught-Three (2004)
- Saint Mary of the Woods (2002)
- Walk Between the Raindrops (1998)
- It had to Happen (1997)
- Where'd You Hide the Body (1995)
- Candyland (1992)
- Too Long in the Wasteland (1989)